# Tvåbandad todityrann
Tvåbandad todityrann (Lophotriccus vitiosus) är en fågel i familjen tyranner inom ordningen tättingar.

## Utseende och läte
Tvåbandad todityrann är en mycket liten tyrann med förlängda hjässfjädrar och ljus undersida. Sången består av en hård och sträv drill som upprepas om och om igen. Den liknar hjälmtodityrannen, men skiljs åt av lätet och den ljusa undersidan utan olovgrön fläckning.

## Utbredning och systematik
Tvåbandad todityrann delas in i fyra underarter med följande utbredning:
- L. v. affinis – förekommer från sydöstra Colombia till nordöstra Peru och nordvästra Amazonområdet (Brasilien)
- L. v. guianensis – förekommer i Guyana och nordöstra Brasilien (Amapá, Pará och eventuellt Mato Grosso)
- L. v. congener – förekommer i västra Amazonområdet i Brasilien (Rio Juruá i sydvästra Amazonområdet)
- L. v. vitiosus – förekommer i östra Peru (östra San Martín, södra Loreto och Huánuco)

### Familjetillhörighet
Arten placeras traditionellt i familjen tyranner. DNA-studier visar dock att Tyrannidae består av fem klader som skildes åt redan under oligocen, pekar på att de skildes åt redan under oligocen, varför vissa auktoriteter behandlar dem som egna familjer. Tvåbandad todityrann med släktingar placeras då i Pipromorphidae.

## Levnadssätt
Tvåbandad todityrann hittas i en rad olika skogstyper, framför allt på sandjordar. Den ses enstaka eller i par. Fågeln sitter ofta dold i tät undervegetation, vanligen i lägre skikt, men ibland uppåt trädtaket. 

## Status och hot
Arten har ett stort utbredningsområde, men tros minska i antal, dock inte tillräckligt kraftigt för att den ska betraktas som hotad. Internationella naturvårdsunionen IUCN listar arten som livskraftig (LC).